# Жарко Папић
Жарко Папић (Влахиња, код Билеће, 20. јануар 1920 — Баљци, код Билеће, 25. април 1944), учесник Народноослободилачке борбе и народни херој Југославије.

## Биографија
Рођен је 20. јануара 1920. године у Влахињи код Билеће, у сиромашној радничко-сељачкој породици. Основну школу завршио је у Билећи, али школовање није могао да настави због сиромаштва породице. Када је одрастао, запослио се у Билећи као пружни радник. Од ране младости читао је револуционарну литературу и штампу, а касније је и сам примао и растурао штампу и литературу међу радницима у Билећи и сељацима. Његова кућа је пред рат била један од партијских пунктова за билећки срез, па је Жарко од 1940. често био и партијски курир.
Одмах после капитулације Краљевине Југославије 1941, укључио се у припреме за устанак. Обучавао је омладину у руковању оружјем, радио стварању прве устаничке чете и био међу њеним првим борцима. Био је истакнут бомбаш и пушкомитраљезац, па је убрзо изабран за командира вода. У Савез комунистичке омладине Југославије примљен је септембра 1941, а у Комунистичку партију Југославије јануара 1942. године.
Када је, 22. августа 1941, једна усташко-домобранска јединица пошла да запали село Мируше и масакрира становништво, Жарко је с још двојицом другова задржао наступање непријатеља, све док није стигла помоћ. Непријатељ се повукао у Билећу, оставивши за собом оружје и рањене војнике. Крајем августа 1941, Жарко је бомбама растерао усташе у утврђењу Дракуљица, недалеко од Билеће, на које су партизани припремали напад. Из те акције изнео је два митраљеза која су усташе оставиле бежећи у Билећу. Од новембра 1941, био је секретар актива СКОЈ-а у Влахињи и члан Општинског комитета СКОЈ-а.
У пролеће 1942, као командир вода у комбинованој партизанској чети, био је тешко рањен у борби с црногорским четницима. Борци су га, као тешког рањеника, пренели кући, где је и остао на лечењу после повлачења партизанских јединица из Херцеговине, јуна 1942. године. Четници су га убрзо заробили, саслушавали и мучили, тражећи од њега да изда своје другове у илегалности. Пошто им Жарко није ништа рекао, предали су га Италијанима. У италијанском затвору је остао док му ране нису зарасле, а онда је успео да побегне. После тога, живео је у илегалности, све док се, после битке на Сутјесци, у Херцеговину није вратила Десета херцеговачка бригада. Тада је Жарко у свом селу формирао вод и с њим се прикључио бригади. Постао је борац Четвртог батаљона Десете бригаде.
Истакао се у нападу на немачку колону код села Поплат 20. септембра 1943, у нападу на усташка утврђења у Поповом Пољу, у разбијању Калиновичке и Сарајевске четничке бригаде 17. октобра на Гату и у разбијању усташа у Фазлагића Кули 19. и 20. новембра 1943. године. Марта 1944. године, био је постављен на дужност командира Друге чете Првог батаљона Десете херцеговачке бригаде.
Дана 25. априла 1944. године, јаке четничке снаге напале су из Билеће и у селу Баљцима, ноћу, опколиле Први и Четврти батаљон Десете херцеговачке бригаде. У борби прса о прса, пробијен је обруч и омогућено извлачење Четвртог батаљона, али је у том јуришу погинуо Жарко, заједно са још осам бораца своје чете.
Указом председника Федеративне Народне Републике Југославије Јосипа Броза Тита, 27. новембра 1953. године, проглашен је за народног хероја.